# Khabar Agency
Agência Khabar é um importante meio de comunicação no Cazaquistão. Foi criada em 1995, conhecida originalmente como Agência Nacional de Notícias Televisivas. Atualmente, é uma das maiores redes do país e transmite diariamente em russo e cazaque. Além disso, Khabar opera o canal de satélite Kazakh TV, que está potencialmente disponível na Europa e na Ásia. Possui programação em inglês, cazaque e russo.
Khabar realiza o Fórum da Mídia da Eurásia anualmente, cujo objetivo é reunir jornalistas e figuras políticas para "facilitar o desenvolvimento profissional da mídia da Eurásia e promover a compreensão pública internacional das questões da Eurásia".
Desde 1 de janeiro de 2016, Khabar é membro associado da UER.

## Propriedade
A propriedade de Khabar não foi completamente clara. Dariga Nazarbayeva, filha do ex-presidente do Cazaquistão, Nursultan Nazarbayev, fundou e controlou a empresa. Ela deixou oficialmente a presidência da empresa durante sua candidatura ao parlamento em 2004. No entanto, ela ainda mantinha laços estreitos com a agência e continuou a organizar o Fórum da Mídia da Eurásia. Seu marido, Rakhat Aliyev, confirmou que o casal ainda detinha ações em Khabar, junto com vários outros meios de comunicação. Ele foi, no entanto, rápido em negar a propriedade direta e atacou aqueles que alegavam o contrário.
Em abril de 2006, o ministro da Informação e Cultura do Cazaquistão, Ermukhamet Ertysbayev, anunciou a intenção de nacionalizar na totalidade o Khabar". Isso ocorreu logo após um pedido do governo geral por maior controle da mídia, causado pela turbulência após o assassinato do líder da oposição Altynbek Sarsenbayev .
Pouco tempo depois, o partido Asar de Dariga foi fundido com o Nur-Otan (atual Amanat). Alguns observadores veem a perda quase simultânea do partido político e da rede de Khabar como um esforço do presidente Nazarbayev para conter sua filha.
Em 5 de maio de 2006, Maulen Ashimbaev, vice-chefe da administração do presidente, foi nomeado novo presidente. Em 2006, o estado possuía 50% mais uma ação da Khabar.

## Viés político
Como um dos principais meios de comunicação do Cazaquistão, Khabar está frequentemente sob escrutínio por seu papel de viés político nas eleições. A agência é frequentemente criticada por cobrir principalmente partidos pró-presidenciais, como Nur-Otan e Asar, o partido de curta duração de Dariga. Durante as eleições de 2004, por exemplo, metade de toda a cobertura eleitoral em Khabar foi dedicada ao Partido Asar.

## Localização
A sede de Khabar está localizada na rua 4 Kunayev, em Astana. Perto da sede do Cazaquistão Temir Zholy.